# Skidaway Island
Skidaway Island is een plaats (census-designated place) in de Amerikaanse staat Georgia, en valt bestuurlijk gezien onder Chatham County.

## Demografie
Bij de volkstelling in 2000 werd het aantal inwoners vastgesteld op 6914.

## Geografie
Volgens het United States Census Bureau beslaat de plaats een oppervlakte van
46,3 km², waarvan 42,4 km² land en 3,9 km² water.

## Plaatsen in de nabije omgeving
De onderstaande figuur toont nabijgelegen plaatsen in een straal van 16 km rond Skidaway Island.